# Timorasso
Le timorasso est un cépage de cuve blanc présent principalement dans les provinces d'Alexandrie, d'Asti et de Coni, dans le Piémont italien.
Il est relativement rare voire proche de l'extinction au XXe siècle mais connaît, en ce début de XXIe siècle, un fort engouement porté par une réputation de fort potentiel qualitatif établi par des producteurs, des négociants et des experts (Berry Bros. & Ruds parle du « plus excitant des cépages autochtones italiens à avoir refait surface dans les dernières années », Jancis Robinson parle de « l'un des vins les plus confidentiels d'Italie, [...] attire [notre] attention sur les délices du Timorasso, un vin blanc de très grande qualité »).
Dans son Essai d'une ampélographie universelle, l'ampélographe italien Giuseppe di Rovasenda, mentionne brièvement le cépage en ces termes : « Bobbio. Alexandrie. Raisin blanc, très-bon, dont la culture est assez étendue dans les arrondissements de Novi et de Tortone. Feuilles cotonneuses ; grains ronds, gros ». C'est cette description, allégée, qui est reprise dans l'encyclopédie ampélographique de Pierre Viala.

## Synonymes
Suivant les auteurs,,,, on trouve dolce verde, morasso, timoraccio, timorazza, timorosso, timuassa.

## Origines et renaissance
Le premier document à évoquer le timorasso serait un texte en latin datant de 1209, faisant référence au territoire de Tortona et évoquant le « vineam de gragnolato ». Ce vignoble serait celui du timorasso. Cette dénomination est reprise dans un autre texte latin plus tardif (rédigé au début du XIVe siècle mais publié seulement en 1548), De omnibus agriculturæ partibus et de plantarum animaliumque natura et utilitate, dans lequel son auteur Pietro de' Crescenzi, magistrat et agronome, parle du plant de Grangnolata typique du Tortonese et qui produit des vins aux « nobilis saporis et odoris »,.
Les auteurs contemporains s'accordent donc sur le caractère ancestral et authentiquement piémontais du cépage et sur le fait qu'il fût historiquement le cépage blanc le plus répandu dans de la région, s'étendant aussi sur les provinces de Pavie (Lombardie) au nord et de Gênes (Ligurie) au sud. En revanche, le déclin daterait pour certains du début du XXe siècle lorsqu'à la suite des ravages du phylloxéra les vignes ont été replantés en Cortese, cépage plus productif. Pour d'autres, ce sont les transformations socio-économiques de l'après-guerre qui ont provoqué l'abandon de terres viticoles difficiles à cultiver.
À la fin du XXe siècle, un fort regain d'intérêt pour le cépage, dont on redécouvre les qualités, porté par de jeunes vignerons de Tortona inverse le mouvement. Les surfaces plantées augmentent et les terroirs les plus qualitatifs, notamment les coteaux à l'est de Tortona, sont réinvestis.

## Zones géographiques de production et appellations
Selon le Registre National Italien des Cépages, le timorasso est un cépage autorisé dans l'appellation Colli Tortonesi et les IGT suivantes : Alto Mincio, Bergamasca, Collina del Milanese, Provincia di Mantova, Provincia di Pavia, Quistello, Ronchi Varesini, Sabbioneta, Sebino, Terrazze Retiche di Sondrio, Terre Lariane.
Mais comme l'indique l'ouvrage Wine Grapes, il faut également ajouter l'appellation Monferrato qui prévoit la possibilité pour le Monferrato Bianco de pouvoir assembler des cépages autochtones (Cortese, Favorita, explicitement d'après l'article 8 et le Timorasso implicitement d'après l'article 2) à des cépages internationaux comme le Chardonnay, le Sauvignon ou le Muller-Thurgau. On relève par exemple qu'un domaine viticole situé à Serralunga di Crea proche du Pô, produit une cuvée en appellation Monferrato qui assemble Timorasso et Chardonnay et qu'un autre domaine situé à Montemagno près d'Asti, produit lui sous cette même appellation une cuvée qui assemble Timorasso et Sauvignon Blanc.
Les vignes de timorasso sont essentiellement localisées à l'est d'Alexandrie, entre les rivières Scrivia et Curone (affluents du Pô coulant sud-nord) sur une zone de transition entre la plaine du Pô et le début des Apennins au nord de Gênes. Elles s'étendent également au-delà, sur la région de l'Oltrepò pavese à la jonction avec la Lombardie et avec l’Émilie-Romagne.
Le projet Bevi Derthona (que l'on peut traduire par Bois du Derthona, de Dertona, l'ancien nom romain de la ville de Tortona), sous l'impulsion du producteur Walter Massa et sous l'égide du Consorzio tutela vini Colli Tortonesi, a initié en 2015 une démarche de reconnaissance officielle, qui selon les souhaits de leurs promoteurs pourrait aboutir à la création d'une nouvelle Denominacion de Origine Controllata e Garantita (DOCG) associée exclusivement à la zone géographique de Tortona et au timorasso. Le projet permet également, préalablement à tout aboutissement officiel, d'augmenter la notoriété et la visibilité, notamment internationales, de ces vins. Certains producteurs, le consortium en comptait une vingtaine à sa création, ont dès à présent choisi de porter la mention Derthona sur certaines de leurs cuvées.

## Superficies plantées
Le Registre National Italien des Cépages indique une très faible diminution des surfaces plantées sur le territoire national italien entre 1970 (25 ha) et 2000 (21 ha) et une forte augmentation ensuite pour atteindre 129 ha en 2010.
Le recensement agricole effectué en 2010 totalise effectivement 129 ha sur une soixantaine de domaines viticoles (essentiellement des exploitations familiales), 107 ha pour les vins de qualité (DOC et DOCG) et 22 ha pour les autres types de vin. On note essentiellement 61 ha sur le Piémont (dont 59 sur la province d'Alexandrie), 50 ha en Vénétie (quasi exclusivement sur la province de Vérone), 7 ha en Lombardie (province de Brescia), plus de 5 ha dans les Pouilles (province de Brindisi), un peu plus de 4 ha dans les Abruzzes (Province de Chieti) et enfin plus de 2 ha en Toscane (province de Sienne, province de Florence et province de Massa-Carrara).
Ce recensement indique également que 92 % du vignoble à la source des vins de qualité est en colline (coteaux du Tortonese, du Veronese et de la province de Brescia) contre seulement 8 % en plaine, que 51 % du vignoble à la source des vins de moindre qualité sont en montagne (vignobles d'altitude du Tortonese) contre 28 % en colline (coteaux d'Alexandrie et du littoral des Abruzzes) et 21 % en plaine. Concernant la taille des exploitations, on note que 35 % des vignes sont détenus par des domaines ayant une surface totale inférieure à 20 ha contre 52 % par des domaines ayant une surface totale comprise entre 20  et   50 ha et 13 % par des domaines ayant une surface totale supérieure à 50 ha.
Les statistiques de productions de greffés-soudés donné par le Registre National Italien des Cépages, moins de 8 000 entre 1989 et 2000, entre 13 000  et   50 000 unités entre 2001 et 2014 puis 82 000 unités en 2015 et 108 000 unités en 2016, signent également la forte croissance récente des surfaces, au-delà des contingents éventuellement voués à l'arrachage/replantation et à la complantation (remplacement des pieds manquants, morts ou déficients). Aucune donnée ne semble disponible pour déterminer la part des greffons issus de sélections massales (vis-à-vis des clones) alors que la sélection de bois de vieilles souches est manifestement en vogue dans la région.

## Parenté, caractéristiques morphologiques et physiologiques, clones
Des analyses génétiques ont mis en évidence un lien potentiel de descendance entre le timorasso et le lambruschetto, cépage authentique de la Province d'Alexandrie, ce qui augmenterait le crédit à l'hypothèse de l'origine piémontaise du timorasso. D'autres analyses ont conduit à considérer une autre relation potentielle, cette fois-ci avec le nebbiolo, mais sans pouvoir la confirmer.
Cépage vigoureux, au rendement modéré, grappe relativement compacte, baies moyennes/grandes de couleur vert-jaunâtre à peau épaisse et très pruinées, sensible au botrytis sur grappe et plus modérément au millerandage, à la coulure et à l'échaudage. Une étude sur la flavescence dorée réalisée par des chercheurs italiens en 2016, portant sur 6 cépages piémontais, a mis en évidence une sensibilité moins importante pour le timorasso et le moscato que pour l'arneis, le brachetto, le dolcetto et la freisa alors qu'ils constituent des hôtes plus favorables au développement des phytoplasmes (agent pathogène). L'hypothèse qui est avancée pour expliquer ce paradoxe est que la sensibilité serait liée essentiellement au comportement ou à la préférence alimentaire de la cicadelle (Scaphoideus titanus) qui constitue le vecteur d'infection.
Le cycle végétatif est plutôt précoce au départ (débourrement, floraison) et tardif en fin (véraison, maturité). En définitive la maturité et les vendanges qui en découlent ont lieu vers la mi-septembre, quelques jours plus tôt que le Cortese et à peu près en même temps que le Chardonnay.
Au Registre National Italien des Cépages sont inscrits deux clones:
- I - CVT 13[22] : homologué en conduite Guyot à 4 000 pieds à l'hectare ; vigueur moyenne/élevée ; fertilité élevée ; bonne productivité, constante mais non élevée ; sensible au botrytis et à l'oïdium ; richesse du moult 22,25 °Bx (soit 93 °Oe, équivalent à un TAP de 12,6 % vol.) ; acidité totale de 7,0 g/l en équivalent d'acide tartrique ; pH 2,91
- I - CVT 31[23] : homologué en conduite Guyot à 4 000 pieds à l'hectare ; vigueur moyenne ; fertilité élevée ; productivité modérée ; sensible au botrytis et à l'oïdium ; richesse du moult 23,55 °Bx (soit 99 °Oe, équivalent à un TAP de 13,4 % vol.) ; acidité totale de 6,0 g/l en équivalent d'acide tartrique ; pH 2,94

La littérature est muette en ce qui concerne les porte-greffes utilisés, on ne trouve que quelques références au 420 dans des fiches techniques de producteurs sans savoir si cela correspond à un choix nominal, ni sur quels critères il est établi (richesse/pauvreté du sol, résistance à la chlorose, résistance à l'humidité, limitation de la vigueur...).

## Conditions pédoclimatiques favorables
Les siècles d'histoire qui ont conduit les cépages à voyager — de l'Orient vers l'Occident et de provinces en provinces à l'intérieur de l'Europe — et à évoluer pour s'adapter à leurs nouveaux environnements, ont révélé des couplages très favorables si ce n'est optimaux. Cette remarque s'applique aux cépages traditionnels, comme le timorasso, dont l'autochtonie est authentifiée et vis-à-vis desquels l'expérience culturale a permis de mieux comprendre le rôle des différents facteurs.
Ainsi, les conditions favorables qui prévalent dans la région du Tortonese, sont concernant la pédologie, des sols pauvres, calcaires ou marneux (avec une présence plus ou moins grande d'argile), parfois des sols détritiques (limons, sables) plus bas dans les vallées, et concernant la climatologie, un fort ensoleillement pour permettre la maturité d'un cépage tardif mais des températures globalement modérées (fortes températures diurnes, températures nocturnes fraîches, moyenne altitude entre 200 et 500 mètres, expositions variées) pour conserver la fraîcheur nécessaire à un cépage blanc, une bonne ventilation pour lutter contre la sensibilité à la pourriture et à l'oïdium favorisés par l'humidité.

## Méthodes œnologiques
Classiquement pour des vins blancs de qualité, on note des pressurages lents, parfois de la macération pelliculaire, de longues fermentations, en général à température contrôlée, une conservation des lies pendant l'élevage et de légers bâtonnages. Les fermentations semblent s'effectuer majoritairement en cuve inox mais on note aussi l'usage de la cuve béton ou de la barrique en bois,. La fermentation malolactique n'est manifestement pas toujours recherchée,, aucune donnée ne précisant cependant la part de l'une et de l'autre des pratiques.

## Typologies des vins et caractéristiques organoleptiques
Le cépage produit essentiellement des vins blancs secs tranquilles, qui se caractérisent par une couleur jaune paille soutenue, une grande acidité (souvent entre 6 et 7 g/l en équivalent d'acide tartrique), d'un titre alcoométrique généralement entre 13,5  et   14,5 % vol. et des arômes secondaires et tertiaires intenses, confirmant la très bonne capacité au vieillissement. Un auteur parle de « mixte entre Chablis et Savennières » qui place le timorasso entre deux des plus prestigieux cépages blancs.
En bouche, s'exprime une structure relativement ample (corps alcoolique, texture crémeuse), laissant parfois croire à un élevage sous bois alors que ce n'est souvent pas le cas, et une forte minéralité. Parmi les arômes les plus souvent cités: le miel, la noisette, le citron, les épices légères, des arômes floraux, la pomme, l'abricot.
Certains auteurs évoquent une prédisposition du cépage à développer la pourriture noble (ce qui peut être corroboré par de nombreux commentaires de dégustations mentionnant les arômes caractéristiques du « bon » botrytis) mais il ne semble pas exister de pratique de culture favorisant un développement avancé du botrytis et de vinification en conséquence.
L'assemblage du timorasso, comme on l'a vu précédemment, est pratiqué avec d'autres cépages blancs mais aucune source ne fait état de pratique d'assemblage avec des cépages rouges.
Dans le passé le cépage, du fait de sa précocité était utilisé comme source de raisins de table.
Enfin, les marcs sont parfois distillés pour produire de la grappa.

## Producteurs (liste non exhaustive)
Cette liste est constituée à partir des mentions présentes dans les livres référencés dans la biographie ainsi que sur des sites professionnels ou amateurs.
Entre parenthèses figure la localité où siège le domaine viticole.
- Luigi Boveri (Costa Vescovato)
- Maurizio Bruni (Monleale)
- La Colombera (Tortona)
- Marina Coppi (Castellania)
- Claudio Mariotto (Tortona)
- Franco Martinetti (Torino)
- Walter Massa (Monleale)
- Clemente Mogni (Monleale)
- Morgassi Superiore (Gavi)
- Andrea Mutti (Sarezzano)
- Oltretorrente (Paderna)
- Carlo Daniele Ricci (Costa Vescovato)